# Мишел Матичевић
Мишел Матичевић (Западни Берлин, 22. април 1970) немачки је глумац.

## Биографија
Рођен је у радничкој породици хрватског порекла.
Након развода родитеља, живео је са мајком у Берлин-Шпандау. У почетку је стварао проблеме у детињству и у школи се тукао. Одбио је да се придружи школској позоришној групи, сматрајући да је то само за децу која покушавају да се додворе наставницима. Матичевић је гледао филм Дантон из 1983. са Жераром Депардјеом и био је инспирисан Депардјеовом игром да постане глумац.
Студирао је глуму од 1994. до 1998. на универзитету Конрад Волф у Бабелсбергу у Потсдаму. Док је био тамо, наступао је са берлинским ансамблом у Немачком театру у Берлину и Клајст театру у Франкфурту на Одри.
Матичевић је од 1996. године глумио у неколико крими серија и филмова продуцираних за немачку телевизију и биоскоп.
Добио је награду за најбољег глумца на Међународном филмском фестивалу у Солуну 2000. за своју улогу у Lost Killers (1999).
Године 2007. играо је улогу немачког песника и романописца Клеменса Брентана у филму Das Gelübde.
Матичевићева прва међународна улога била је у ТНТ-овој мини серији The Company из 2006.

## Лични живот
Од 2014. године, Матичевић је амбасадор Deutschlandstiftung Integration (Фондација за интеграцију Немачке), која промовише и слави етничку разноликост у Немачкој, како би подржала децу радника-гостију (гастарбајтера).
Он је рекао: „Деца радника-гостију су увек постојала и увек ће постојати. Намерно не кажем мигранти, већ деца радника-гостију, јер сам и ја дете радника-гостију и толико сам научио. Само не волим тај термин. мигрант. И драго ми је што могу да пренесем део свог знања и искуства“.

## Улоге
| Година | Наслов               | Улога       | Белешке |
| ------ | -------------------- | ----------- | ------- |
| 2000   | Lost Killers         | Бранко      |         |
| 2008   | A Year Ago in Winter | Алдо        |         |
| 2009   | Effi Briest          |             |         |
| 2010   | In the Shadows       | Тројан      |         |
| 2011   | Kokowääh             | Роб Кауфман |         |
| 2012   | My Beautiful Country | Рамиз       |         |
| 2014   | The King's Surrender | Мендез      |         |
| 2020   | Exile                | Џафер       |         |

| Година    | Наслов                                   | Улога           | Белешке   |
| --------- | ---------------------------------------- | --------------- | --------- |
| 1998      | Tatort                                   | Карло           | 1 епизода |
| 1998      | Wolffs Revier                            |                 |           |
| 1999      | Schwarz greift ein                       |                 |           |
| 2000–2001 | Die Cleveren                             |                 | 2 епизоде |
| 2001      | HeliCops – Einsatz über Berlin           |                 |           |
| 2002      | Das Duo                                  | Бено Поленц     | 2 епизоде |
| 2003      | Doppelter Einsatz                        |                 |           |
| 2003      | Inspector Rex                            |                 |           |
| 2003      | Alarm für Cobra 11 – Die Autobahnpolizei |                 |           |
| 2004      | Leipzig Homicide                         |                 |           |
| 2005      | Mit Herz und Handschellen                |                 |           |
| 2005      | K3 – Kripo Hamburg                       |                 |           |
| 2005      | Abschnitt 40                             |                 |           |
| 2007      | Tatort                                   | Милан Попов     | 1 епизода |
| 2007      | The Company                              | Арпад Зелк      |           |
| 2010      | Im Angesicht des Verbrechens             | Миша            |           |
| 2011      | Tatort                                   | Кристоф Р.      | 1 епизода |
| 2011      | Polizeiruf 110                           | Оле Махлер      | 1 епизода |
| 2012      | Fast Forward                             |                 |           |
| 2013      | Tatort                                   | Анте Младец     | 1 епизода |
| 2013–2014 | Die Chefin                               |                 | 2 епизоде |
| 2014      | Der letzte Bulle                         |                 |           |
| 2015      | Schuld nach Ferdinand von Schirach       |                 |           |
| 2015/2017 | Tatort                                   | Симић           | 2 епизоде |
| 2017      | Babylon Berlin                           | Едгар Касабијан |           |
| 2018      | Tatort                                   | Ненад Љубић     | 2 епизоде |
| 2018      | Dogs of Berlin                           | Томо Ковач      |           |